# Slavko Zupcic
Slavko Zupcic (Valencia, Venezuela, 1970) es un psiquiatra y escritor venezolano hijo de un emigrante croata de los años 50. Ha practicado varios géneros literarios. Entre sus títulos, destacan la dramática evocación de la figura paterna en Dragi Sol, el tono escatológico de la novela Barbie y las peripecias de una detective singular en Giuliana Labolita: El caso de Pepe Toledo. Sus cuentos forman parte de diversas antologías del cuento venezolano e hispanoamericano. En el año 2007, formó parte de la primera selección Bogotá 39.

## Biografía
En 2019, Slavko Zupcic resultó ganador por unanimidad del XVIII Premio Anual Transgenérico, promovido por la Fundación para la Cultura Urbana, con la obra Curso (rápido y sentimental) de italiano.

## Obra

### Poesía para niños
- Escúcheme Señor Sol (1989)

### Narrativa para niños
- Giuliana Labolita: el caso de Pepe Toledo (2006).

### Relato
- Dragi Sol (1989)
- Vinko Spolovtiva, ¿quién te mató? (1990)
- 583104: pizzas pizzas pìzzas (1995)
- Médicos taxistas, escritores (2011)
- Cementerio de médicos (2017)

### Novela
- Barbie (1995)
- Tres novelas (2006)
- Curso (rápido y sentimental) de italiano (2019)

### Ensayo
- Máquinas que cantan (2005)

## Premios
- Bienal de Literatura Infantil Luis Bouquet (1987)
- Bienal José Rafael Pocaterra (1990)
- Premio Municipal Ciudad de Valencia (1991)
- Mención de Honor de la Bienal de Literatura de Guayana (1994)
- Premio al mejor artículo de humor Diario El Nacional (2006)
- Certamen de las artes, Organización Médica Colegial (2014)
- XVIII Premio Anual Transgenérico (2019)